# Czóbel Béla Múzeum
A Czóbel Béla Múzeum a szentendrei Ferenczy Múzeum keretében működő kiállítóhely.

## Az épület
A múzeumot kivételesen még a művész életében, 1975-ben megnyitották a Várdombon. Épületét eredetileg iskolának szánták a 19. században. Az előcsarnokban Czóbel Béla portrészobrát helyezték el, Varga Imre azévi alkotását.

## A gyűjtemény
Czóbel Béla (1883–1976) festőművész az 1940-es évek-től télen Párizsban, nyáron Szentendrén alkotott, posztimpresszionista stílusban, feleségével, Modok Máriával.
A modern magyar festészet klasszikusa életművét új szempontok mentén 2016. február 5-én megnyílt, a korábbinál lényegesen több alkotást bemutató kiállítását mutatja be a felújított múzeum állandó tárlata.
Több, a raktár mélyéről előkerült, eddig az állandó kiállításon nem szerepelt alkotás is látható az Újragondolt Czóbel című kiállításon Szentendrén, ahol a látogatók szó szerint is betekinthetnek egyes múzeumi főművek mögé, néhány nemrég feltárt kép ugyanis eddig egy-egy másik munka hátoldalát átfestve, elrejtve szunnyadt. E „kétoldalas” művek immár mindkét oldalukról megtekinthetőek.
A Barki Gergely kurátori koncepciója alapján megvalósult kiállítás a festő pályaszakaszait az életmű kronológiáját követve, helyszínek szekcióira bontva mutatja be nagybányai indulásától a párizsi fauve korszakon, a Nyolcakhoz való csatlakozásának idején, majd a hollandiai éveken és a német expresszionisták körében töltött berlini perióduson át Párizsba való visszaköltözéséig, s végül az életmű zenitjét jelentő Párizs és Szentendre között ingázó hosszú időszakáig.
A tárlat a Ferenczy Múzeumi Centrum több száz darabos Czóbel-gyűjteményére épül, de mások mellett a budapesti Magyar Nemzeti Galéria, a kecskeméti Katona József Múzeum és a párizsi Julian Akadémia is kölcsönöz művet a kiállításra. A Czóbel művészetét feldolgozó riport- és dokumentumfilmek mellett interaktív információs pult is segíti az életmű teljesebb megismerését. Ugyanezt a célt szolgálják a múzeum újabb kiadványai is, amelyek az ugyancsak megújult shopban érhetők el.
A tervek szerint az állandó kiállítás egy része időről időre megújul majd: a bekerülő minitárlatokban az eddigiektől eltérően nagyobb hangsúlyt kapnak Czóbel grafikái, amelyeknek tudományos feldolgozására a Ferenczy Múzeumi Centrum 2016-ban önálló programot indított.
Egy fontos művész
Czóbel, a modern magyar képzőművészet meghatározó, nemzetközi rangú egyénisége, aki szinte pályája kezdetétől, kortársai által is elismert módon alakította a magyar festészet fejlődését és hagyta ott névjegyét az európai modernizmus több centrumában is. Már huszonhárom éves korában kiállított Párizsban, a Függetlenek Szalonjában, alapító tagja volt a magyarországi Nyolcak csoportjának, de később részt vett a berlini Brücke csoport munkájában is. Jelentős egyéni tárlatokat rendeztek a műveiből Párizsban, Berlinben és New Yorkban. 1940-ben Szentendrén telepedett le. A legnagyobb hazai közgyűjtemények mellett a világ több nagy múzeumában megtalálhatóak munkái.
Egy különleges múzeum
Czóbel volt az első festőművész, akinek már életében múzeumot szenteltek Magyarországon. A szentendrei Templomdombon álló épület megnyitása óta eltelt több mint negyven évben sokan − köztük lánya, Lisa Czóbel is − hozzájárultak a gyűjtemény gyarapodásához, ám az állandó kiállítás évtizedek óta szinte alig változott. A tárlat most teljes egészében megújult. A múzeum anyagából válogatott művek mellett hazai és külföldi gyűjteményekből származó alkotások is bekerültek a kiállításba – ez utóbbiakat hosszú távú letétbe vette át a múzeum. Kívül-belül megújult maga az épület is: a statikai megerősítés, a tetőszerkezet rekonstrukciója és a homlokzat felújítása mellett, a belső térben új falak is épültek. Korszerű világítási és biztonsági rendszert alakítottak ki a múzeumban, amelynek a belső kertje is megújult.